# Eli Roth
Eli Raphael Roth (ur. 18 kwietnia 1972 w Newton) – amerykański reżyser, scenarzysta, producent filmowy i aktor. Laureat nagrody Saturn. 
Twórca krwawych filmów – Śmiertelna gorączka (2002), Hostel (2005) i Hostel 2 (2007). 

## Życiorys

### Wczesne lata
Urodził się w Newton w stanie Massachusetts jako drugi z trzech synów Cory Roth, malarki, i doktora Sheldona Rotha, psychiatry/psychoanalityka, 
profesora klinicznego Harvard Medical School. Jego rodzina była emigrantami żydowskimi z Austrii, Węgier, Rosji i Polski. Wychowywał się z dwoma braćmi – starszym Adamem Jeremym (ur. 5 maja 1970) i młodszym Gabrielem Aaronem (ur. 3 grudnia 1974).
Po obejrzeniu Obcego Ridleya Scotta (1979), Roth zaczął kręcić filmy w wieku ośmiu lat. Wspólnie z braćmi nakręcił ponad 100 filmów krótkometrażowych, zanim ukończył Newton South High School i uczęszczał do szkoły filmowej Tisch School of the Arts na New York University. Aby sfinansować swoje filmy na studiach, Roth pracował jako operator cyberseksu online dla magazynu „Penthouse”, udając kobietę, a także jako asystent produkcji przy filmach fabularnych. Był asystentem Howarda Sterna przy realizacji komedii Części intymne (1997) i jako twórca filmów krótkometrażowych dla serwisu WWW reżysera Davida Lyncha. W szkole filmowej NYU Roth napisał i wyreżyserował studencki film zatytułowany Restaurant Dogs, będący hołdem dla Wściekłych psów Quentina Tarantino (1992), za który zdobył nagrodę Akademii Studenckiej w 1995.

### Kariera
Po raz pierwszy wystąpił w roli aktorskiej jako student w komedii romantycznej Barbary Streisand Miłość ma dwie twarze (The Mirror Has Two Faces, 1996). Po swoim pierwszym niskobudżetowym filmie Śmiertelna gorączka, którego nakręcenie zajęło lata, znalazł się w centrum uwagi. Następnie nakręcił Hostel (2006), który okazał się niespodziewanym hitem kasowym, a czytelnicy magazynu „Empire” uznali za najlepszy horror 2007. Wyreżyserował fikcyjny zwiastun do filmu Grindhouse (2007) o nazwie Thanksgiving. Po nakręceniu mniej udanej kontynuacji Hostel 2 (2007), Roth wystąpił przed kamerami w roli sierżanta Donniego Donowitza, zwanego „Żydowskim Niedźwiedziem” w wielokrotnie nagradzanej czarnej komedii Quentina Tarantino Bękarty wojny (2009), za którą wraz z obsadą filmu otrzymał Nagrodę Gildii Aktorów Ekranowych. Był producentem Ostatniego egzorcyzmu (2010) z Patrickiem Fabianem i współautorem scenariusza Człowieka z żelaznymi pięściami (2012), który wyreżyserował RZA. Powrócił do reżyserowania z The Green Inferno (2013) i dreszczowcem erotycznym Kto tam? (2015) z Keanu Reevesem. Był reżyserem remake’u filmu sensacyjnego z 1974 roku o tym samym tytule – Życzenie śmierci (2018) z Bruce’em Willisem oraz komedii familijnej fantasy Zegar czarnoksiężnika (2018).

## Życie prywatne
8 listopada 2014 na plaży Zapallar w Chile zawarł związek małżeński z aktorką i modelką Lorenzą Izzo. W lipcu 2018 doszło do separacji. W sierpniu 2019 rozwiedli się.

## Aktor
Filmy
- 1996: Miłość ma dwie twarze (The Mirror Has Two Faces) jako student
- 1997: Snapshots from a.500 Season jako imprezowicz
- 1997: Zaginiony świat: Jurassic Park jako człowiek w metro
- 1999: Wzmacniacz terroru (Terror Firmer) jako Shocked Onlooker
- 2000: Citizen Toxie: Toxic Avenger IV (Citizen Toxie: The Toxic Avenger IV) jako piękniś
- 2002: Śmiertelna gorączka (Cabin Fever) jako Justin / Grim
- 2004: Tales from the Crapper (krótkometrażowy wideo) jako imprezowicz
- 2005: 2001 Maniacs jako Justin
- 2005: Hostel jako amerykański narkoman
- 2007: Grindhouse: Death Proof (Death Proof) jako Dov
- 2007: 2001 Maniacs jako Justin
- 2009: Bękarty wojny (Inglourious Basterds) jako sierżant Donnie Donowitz
- 2010: Pirania 3D (Piranha 3D) jako prowadzący wybory miss mokrego podkoszulka
- 2019: Godzilla II: Król potworów jako pilot

Seriale
- 1999: Chowdaheads jako Walter, Sully
- 2023: Idol jako Andrew Finkelstein

## Reżyser, scenarzysta, producent
- 2002: Śmiertelna gorączka (Cabin Fever)
- 2005: Hostel
- 2007: Grindhouse (jeden z fikcyjnych trailerów)
- 2007: Hostel 2 (Hostel: Part II)
- 2013: The Green Inferno
- 2015: Kto tam? (Knock Knock)
- 2018: Życzenie śmierci (Death Wish)
- 2018: Zegar czarnoksiężnika (The House with a Clock in its Walls)